# Surxondaryo
Surxondaryo is een provincie (viloyat) van Oezbekistan.
Surxondaryo telt naar schatting 2.060.000 inwoners op een oppervlakte van 20.800 km².

## Demografie
Surxondaryo telt ongeveer 2.440.000 inwoners (2017).
In 2017 werden er in totaal kinderen 62.600 geboren. Het geboortecijfer bedraagt 25,7‰ en is daarmee het hoogst in Oezbekistan. Er stierven in dezelfde periode 10.400 mensen. Het sterftecijfer bedraagt 4,3‰. De natuurlijke bevolkingstoename is +52.200 personen, ofwel +21,4‰.  
De gemiddelde leeftijd is 26,7 jaar (2017). De gemiddelde leeftijd is, dankzij het hoge geboortecijfer, het laagst in Oezbekistan.
Andizan · Buchara · Fergana · Jizzax · Namangan · Navoiy · Qashqadaryo · Samarkand · Sirdarjo · Surxondaryo · Tasjkent · Xorazm

Stad: Tasjkent

Autonome republiek: Karakalpakstan